# Staurodiscus polynema
Staurodiscus polynema is een hydroïdpoliep uit de familie Laodiceidae. De poliep komt uit het geslacht Staurodiscus. Staurodiscus polynema werd in 1959 voor het eerst wetenschappelijk beschreven door Kramp. 